# Islam Timursijev
Islam Jakhjajevitj Timursijev (russisk: Ислам Яхьяевич Тимурзиев, født 9. januar 1983 i Nasran - død 31. august 2015) var en russisk amatørbokser, som konkurrerede i vægtklassen super-sværvægt. Timursijev fik sin olympiske debut da han repræsenterede Rusland under sommer-OL 2008. Her blev han slået ud i første runde af David Price fra Storbritannien i vægtklassen super-sværvægt. Han deltog også i verdensmesterskabet i 2007 i Chicago, USA hvor han modtog bronze.
Han døde af blodforgiftning den 31. august 2015.